# Хакер
 Тази статия е за човека.  За филма от 1995 г. вижте Хакери (филм).  За филма от 2015 г. вижте Хакер (филм).
Под хакер обикновено се разбира някой, който разбива определена компютърна система най-често с цел облага – независимо дали това е придобиването на информация, данни, присвояване на данни, създаване на неоторизирани/непозволени или изискани от поддържащите системата специалисти промени в системата, които често водят до нейния срив, недобра функционалност и т.н.

## Варианти на употреба
В действителност в сферата на компютърната техника, терминът „хакер“ има няколко основни значения.
- в ежедневния език, понятието се използва широко за назоваване на някой, който прониква в чужди компютърни системи чрез интернет, което обикновено е незаконно и с това той извършва престъпление.
- в жаргона на компютърните специалисти под „хакер“ се обозначава компютърен ентусиаст, който има големи познания в областта на компютрите и богат опит в програмирането, но не е задължително да злоупотребява със своите умения.
- с проникване в компютърни системи, което наподобява действията на хакерите и цели да открие пропуски в сигурността им, се занимават и специалистите по компютърна сигурност.

Терминът е обект на дългогодишни дискусии, целящи да дадат подходящо определение на думата „хакер“. Компютърни програмисти твърдят, че някой който прониква с криминални цели в чужди компютри е по-добре да бъде наречен кракер (от англ. crack-чупя), а не хакер, и че масовите медии не правят разлика между компютърните престъпници Black Hats (кракери) и експерти по компютърна сигурност White Hats. Доста компютърни експерти твърдят, че те също заслужават титлата хакер, и че само злонамерените трябва да се наричат кракери. 
Например Агенцията за национална сигурност на САЩ има цял отдел с хакери, които следят компютърните мрежи на компании и администрации по цял свят
Въпреки това, днес основната употреба на думата и негативния смисъл, който се влага в нея, се дължи на средствата за масово осведомяване, които от 1980 г. насам, наричат компютърните престъпници „хакери“. 
Тук трябва да се спомене и още една разновидност на компютърен „престъпник“ – Script Kiddie (скрипт-киди). Думата е пренебрежително название на човек, който извършва атаки над компютри с помощта на програми, написани от други, и с много малко познания за начина им на работа. Това е един много разпространен вид компютърен „вандал“, който също бива наричан погрешно „хакер“ от медиите.

## Видове хакери

### White Hat
- White Hat. Този тип хакери проникват в компютри с позитивни намерения. Те изпитват системите за сигурност чрез така наречените пенетрейшън тестове. Това са също и лица, които извършват проникване и тестове, търсейки уязвимости в рамките на договорно споразумение. Често те биват наричани етични хакери. Международният съвет за електронна търговия е разработил сертификати, курсове и онлайн обучение, обхващащи различни сфери на етичното хакване.

### Злонамерен хакер
- Злонамерен хакер (Black Hat) наричан още кракер, е компютърен престъпник, който прониква незаконно в компютри, нарушава компютърната сигурност без разрешение и извършва вандализъм, измами с кредитни карти, кражба на лични данни, софтуерно пиратство, или други видове незаконна дейност.

### Grey Hat
- Grey Hat е хакер, който не е злонамерен, но може да хакне уебсайт напр. само за да покаже на администратора, че защитата е слаба и има дупки в сигурността. Този тип хакери не преследват печалба или материални облаги чрез дейността си.

### Elite Hacker
- Elite Hacker. Това е социален статус в хакерското общество, като елитните обозначават тези с най-сериозни умения, истински експерти, разполагат с актуална информация, като последни експлойти (zero-day exploits), държат да бъдат признати заради своите умения и да доминират над останалите групи. Понякога означават себе си цифрено като 1337 (виж leet), те използват 1337 вместо leet, заменят букви с цифри (например гласната е - с 3, а - с 4, l - с единица, t - със 7 и т.п.) за да избегнат индексирания от търсачките.[4]

### Script Kiddie
- Script Kiddie (скрипт киди). Представителите на тази група не са експерти или програмисти. Те проникват в компютри използвайки програми и експлойти написани от напреднали хакери. Поради липса на задълбочени знания, уменията им стигат до обезобразяване на уеб-страници или DoS-атаки. Не се радват на голям авторитет сред останалите хакери.

### Neophyte
- Neophyte, noob, newbie (новобранец). Това са „прохождащите“ хакери. Могат да бъдат много мотивирани, четейки специфична компютърна литература, обикновено туториали, напътствия, информация от интернет, но нямат опит в хакването.

### Blue Hat
- Blue Hat. Специалисти, които тестват компютърни системи и програми за бъгове, търсейки дупки в сигурността, които могат да бъдат оправени. Майкрософт също използват този термин за свои конференции относно сигурността. [5]

### Хактивист
- Хактивистът е хакер, който действа с идеологически, политически, социални или религиозни цели. Използвани методи са хакване на уебсайтове, Атака за отказ на услуга и др.